# 火车头站
火车头站（羅馬化：Lokomotiv），是莫斯科中央环线的一个车站。得名于火车头体育场。开通于2016年9月10日。车站有2个侧式站台。可换乘莫斯科地铁索科利尼基线切尔基佐沃站，以及俄铁莫斯科東站。